# Koma Berenicidi
Koma Berenicidi so meteorji iz šibkega meteorskega roja.

Radiant Koma Berenicidov je v ozvezdju Berenikini kodri (Com) (Coma Berenices). Koma Berenicidi se pojavljajo od 12. decembra do 23. januarja, svoj vrhunec pa dosežejo 20. decembra. 

## Zgodovina[1]
Odkritje tega roja je rezultat raziskave v letih od 1952 do 1954. Raziskava se je imenovala Harvard Meteor Project. Prvič je bil roj omenjen v letu 1959. 
Meteorski roj Koma Berenicidov je zanimiv zato, ker ima podobno tirnico kot nepotrjeni komet o katerem so pisali v letih 1912 in 1913. Ta komet je dobil oznako 1913 I, odkril pa ga je amaterski astronom B. Lowe iz Avstralije. Leta 1954 je Fred L. Whipple opazil meteor, ki se je ujemal s tirnico tega kometa. To je dalo večjo verjetnost, da je komet starševsko telo za ta roj. Ni pa se ujemal naklon tirnice. Po novejših raziskavah izgleda, da roj sestavljata dva ločena pramena delcev z obhodno dobo 27,3 in 157,1 let. 

## Opazovanje
Meteorski roj je izredno šibek. Opazi se samo do 1 utrinek na uro. Utrinki so izredno hitri. Radiant se premika iz ozvezdja Leva (Leo) (Leo) v ozvezdje Berenikini kodri. V posameznih dnevih imajo koordinate naslednje vrednosti: 
| Spreminjanje lege radianta | Spreminjanje lege radianta | Spreminjanje lege radianta | Spreminjanje lege radianta | Spreminjanje lege radianta | Spreminjanje lege radianta |
| -------------------------- | -------------------------- | -------------------------- | -------------------------- | -------------------------- | -------------------------- |
| Dan                        | 12.12.                     | 22.12.                     | 1.1.                       | 11.1.                      | 21.1.                      |
| RA                         | 11h24m                     | 11h56m                     | 12h28m                     | 13h0m                      | 13h32m                     |
| DE                         | +26°                       | +24°                       | +21°                       | +18°                       | +15°                       |